# Carrom

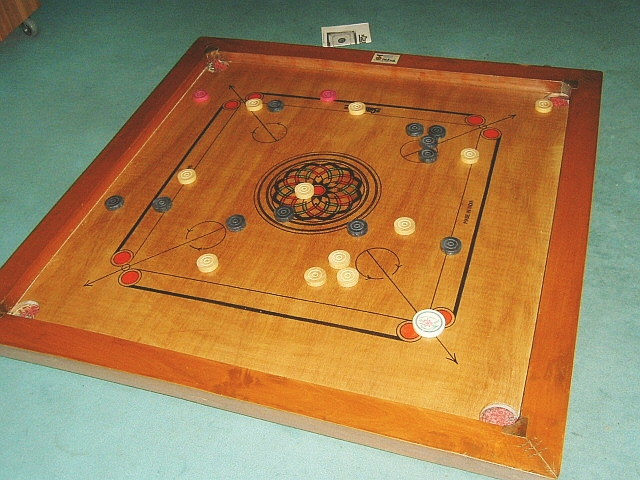
Tablero y fichas de Carrom

El Carrom es un juego de mesa similar al billar muy extendido en la India, en el que se enfrentan dos o cuatro jugadores.

## Componentes
El Carrom se juega en un tablero cuadrado de madera con agujeros, o troneras, en sus cuatro esquinas. Además, se utilizan una ficha roja o "reina", 9 fichas blancas y 9 negras similares a las de las damas. Cada jugador utiliza un "striker" o "percutor" más grande que las anteriores.
La superficie de juego es un cuadrado de unos 74 centímetros de lado y las fichas unos 3 centímetros de diámetro.

## Reglas
El jugador inicial intentará quitar todas las fichas blancas del tablero introduciéndolas en los agujeros de los extremos del tablero con la ayuda de su percutor, el percutor ha de ser lanzado desde la línea de salida marcada en el lado del tablero donde se sitúa el jugador. Su rival tiene el mismo objetivo, pero con las fichas negras y lanzará enfrentado al otro jugador.
Al igual que en el billar, cuando metes una ficha de tu color sigues jugando y cuando metes una ficha del oponente pierdes el turno, así como cuando no metes ninguna ficha.
El jugador que primero consigue introducir todas sus fichas en las esquinas sin que la reina continúe en el tablero será el que puntúe, dicha puntuación será el número de fichas de su rival que permanezcan en ese momento en la mesa.
El Carrom se juega en varias partidas hasta que se llegue a un número de puntos determinado o a un número de partidas establecido.